# Manettia congesta
Manettia congesta é uma espécie de dicotiledónea pertencente à família Rubiaceae, descrita em 1889.